# 鳳凰城輕鐵

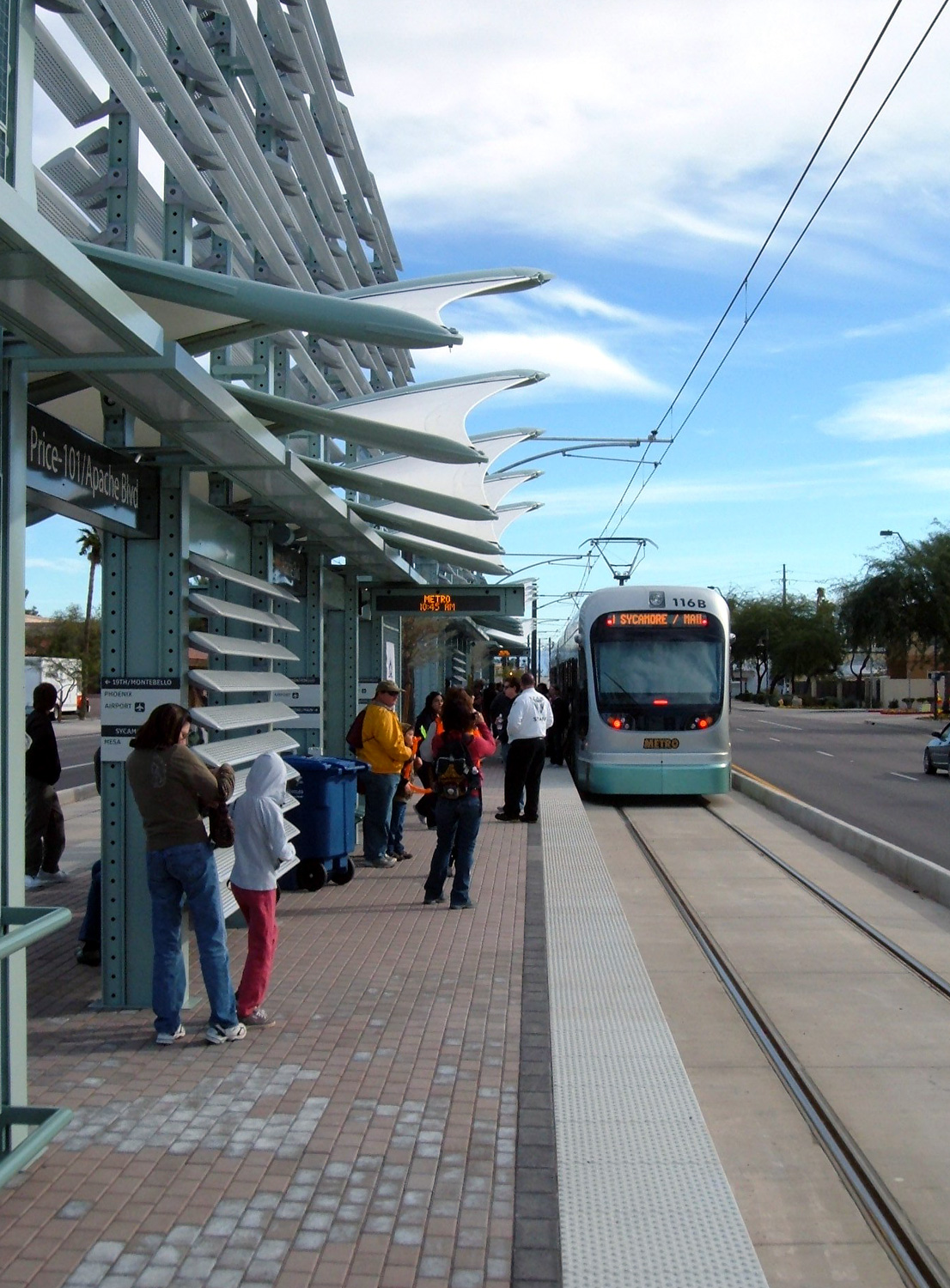
2008年12月27日首班列車。

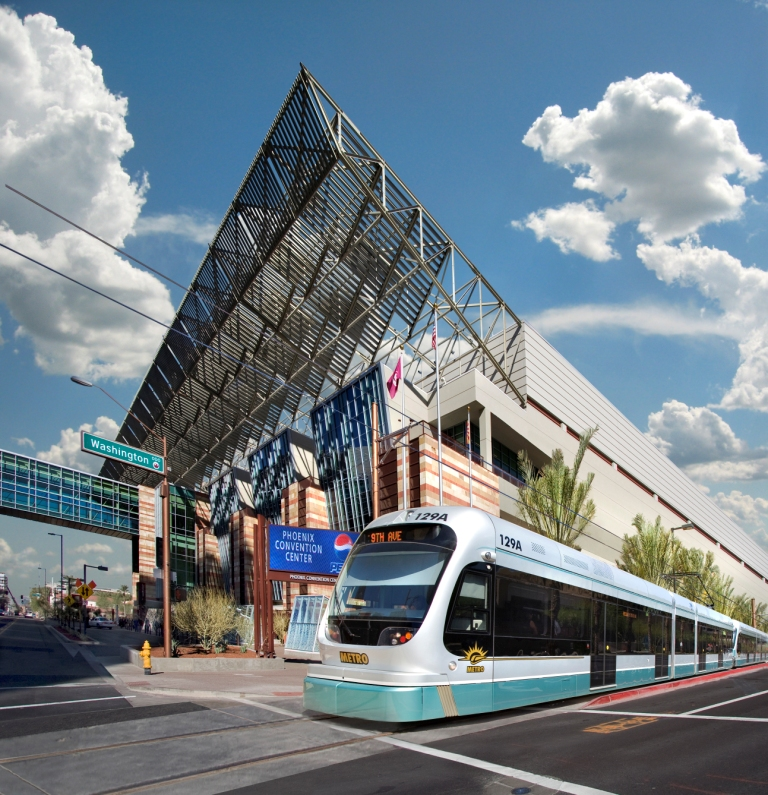
驶过凤凰城市中心的Metro轻铁

鳳凰城輕轨（英語：Valley Metro Rail）是一條輕軌運輸系統，共一条线，在美國亞利桑那州鳳凰城都會地區運作，横跨凤凰城，坦佩，梅萨三个城市，总长45公里。途径凤凰城市中心，亚利桑那州立大学，凤凰城美术馆（Phoenix Art Museum），哈德博物馆（Heard Museum），凤凰城天港国际机场等热门地点。于2008年12月27日開始客运服务的运营，全程位于地面运行。
凤凰城轻轨工作日白天每12分钟一班，夜间（晚上七点之后）每20分钟一班。周六每15分钟一班，夜间（晚上七点半之后）20分钟一班，周日全天20分钟一班。

## 线路及重要站点

路線圖與規劃未來路線。

凤凰城轻轨走线呈上短下长的L形，由最北（或最西）端的19th Ave/ Dunlap 站开始，朝南穿过凤凰城uptown进入凤凰城downtown，随后向东折，经凤凰城天港国际机场（44th St/ Washington站），跨过坦佩湖（Tempe Town Lake），进入坦佩的中心地带（Mill Ave/ 3rd St和Veterans Way/ College Ave站），以及亚利桑那州立大学坦佩校区（Veterans Way/ College Ave和University Dr/ Rural站）。随后轻轨沿着Apache Blvd一路向东，终于梅萨的Gilbert Rd/ Main St站，也就是凤凰城轻轨当下的最东端车站。
| 站名                                                            | 车站附近                                                                         | 接驳交通                                               |
| --------------------------------------------------------------- | -------------------------------------------------------------------------------- | ------------------------------------------------------ |
| Indian School/Central Ave                                       | Steele Indian School Park城市公园                                                | 41路                                                   |
| McDowell/Central Ave                                            | Phoenix Art Museum凤凰城美术馆                                                   | 17路                                                   |
| Roosevelt/Central Ave                                           | Japanese Friendship Garden of Phoenix日本花园                                    | 10路                                                   |
| Van Buren/Central Ave（Westbound） Van Buren/1st Ave(Eastbound) | Central Station凤凰城公交中央总站，ASU Downtown Campus亚利桑那州立大学市中心校区 | ASU校车（来往于ASU西校区和坦佩校区）                   |
| 44th St/Washington                                              | PHX Airport凤凰城天港机场                                                        | PHX Skytrain凤凰城机场旅客列车（免费）                 |
| Mill Ave/3rd St                                                 | Downtown Tempe坦佩市中心，Tempe Town Lake坦佩湖，A山                             | Orbit Earth（免费）                                    |
| Veterans Way/College Ave                                        | Tempe Transit Center坦佩公交总站，A山                                            | Orbit Venus,Mercury，Mars（免费），62，48，65/66，72路 |
| University/Rural TC                                             | ASU Tempe Campus 亚利桑那州立大学坦佩校区                                        | Orbit Mercury，Mars（免费），72路                      |
| Sycamore/Main St                                                | Mekong Plaza湄公广场                                                             | 96路                                                   |

## 历史

### 城市發展初期
在鳳凰城發展的早期，鳳凰城市內有一條有軌街車，在印第安學院道（英語：Indian School Road）和華盛頓街（英語：Washington Street）之間运行。街車服務也到達在當時仍处市區邊緣的格蘭岱爾市。但是，街車車隊被1947年10月的一場火災基本焚烧殆尽。后来，市政府決定终止街車服務，而采用用巴士代替。可因巴士并不能为当地居民所广泛接受而运营受阻。

### 1989年ValTrans計畫及1990年代
在1989年，市內有團體提倡興建一條高架鐵路捷運系統，名為ValTrans系統。可是，計畫因為做價，可行性，和噪音問題下被選民否決。雖然計畫未能夠實現，但是市政府在其後的幾年，在當年ValTrans提倡的路段開始巴士服務，路線名也跟照當年ValTrans路線的名字（紅線，藍線，綠線）。
其後的幾年也有團體再次提出興建捷運系統。但是，選民並沒有在公投裡通過計畫。可是，在1996年，坦佩市的居民通過加稅0.5%，以便調查輕鐵的可行性。這筆錢也為未來的METRO輕鐵鋪路。

### METRO輕鐵
在2000年，鳳凰城都會地區的選民通過了「捷運2000地區交通計畫」（英語：Transit 2000 Regional Transportation Plan）。計畫以0.4%銷售稅得來的錢來增加巴士服務和開展輕鐵系統。最後，鳳凰城地區公共運輸局 (RPTA) 於2004年把METRO輕鐵的早期系統圖交給選民表決。系統圖最後被通過。
輕鐵的建築工程於2005年開始，客運服務於2008年12月27日開始。在2009年1月1日開始盈利。